# TVP Culiacán
TVP Culiacán con indicativo de señal XHQ-TDT, su concesionario es T.V. de Culiacán, S.A. de C.V. (Televisoras del Pacífico antes llamado Televisoras Grupo Pacífico, afiliada a Grupo Televisa) de tipo televisión digital terrestre regional con programación generalista cuya base se encuentran en Culiacán, Sinaloa. 
Su cobertura abarca el centro de Sinaloa, las antenas transmisoras se encuentran entre calles Río Balsas y Cerro del Mercado en Colinas de San Miguel para transmitir a toda la zona metropolitana de Culiacán, municipios del estado de Sinaloa como Navolato, Cósala, Mocorito, Badiraguato, Angostura, Salvador Alvarado, Guasave, Sinaloa, municipios del estado de Durango como Tamazula, Topia y Canelas.       
TVP Culiacán se puede sintonizar en los canales TDT 10.1 (HD 1080i en vivo), 10.2 (SD 480i -1 hora) y 10.3 (SD 480i -2 horas).

## Historia
Inició sus transmisiones el 17 de septiembre de 1964 en Culiacán, Televisoras Grupo Pacífico Canal 3 XHQ-TV lanzó su primera señal al aire, un resumen del grito de Independencia y el desfile militar, marcó el inicio en la historia de la televisión en Sinaloa y concretó la iniciativa del señor Rodolfo Madera Herrera. Desde ese 17 de septiembre de 1964 hasta la actualidad, la televisora, ha sufrido una serie de transformaciones que se fundamentaron en el cine, pasando por la televisión blanco y negro, el video tape, el color, hasta lograr hoy el sistema digital TDT y HD (High Definition) con tres Canales de transmisión al aire 3.1,  3.2 y 3.3, manteniendo la transmisión análoga de Canal 3, como todas las empresas ha sufrido una serie de altibajos en su historia, la caída de su antena de transmisión por los fuertes vientos del huracán Lidia, el 13 de septiembre de 1993, logrando levantarse de la arremetida de la naturaleza con la inauguración el 13 de agosto de 1999 de sus foros. Entre sus paredes, sus años de transmisión, y las personas que han pasado por su historia, Televisoras del Pacífico guarda recuerdos de vida de sus trabajadores Pedro Uriarte, Dionicio Cebreros y Ernesto Rubio, forjaron y compartieron su vida a la par del crecimiento de esta empresa.
Por disposición del IFT, desde octubre de 2016, todos los canales de televisión se reasignan, el cual ahora Canal 3 se sintoniza en el canal 10.1 (HD 1080i en vivo), al igual que sus canales hermanos en 10.2 (SD 480i -1 hora) y 10.3 (SD 480i -2 horas), con la diferencia de que sus canales hermanos transmiten la misma programación local en horarios diferente, con este cambio deja de llamarse Canal 3 y cambia su nombre a TVP Culiacán. 
A partir del 2019 por un convenio de distribución de programación empezó a transmitir programas del canal infantil español Clan, perteneciente a Televisión Española.

## Logotipos

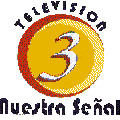
Logotipo usado de 1990 a 2000.

## Programación Propia
Desde el inicio de funcionamiento como repetidora de los canales de Grupo Televisa como Foro TV, El 5* y NU9VE ha transmitido la mayor parte de la programación nacional de estos canales con bloqueos para introducir programación local y eso ha sido hasta a mediados de 2010 cuando Canal 3 Culiacán transmitía programación programación local las 24 horas del día sin ver las señales nacionales luego de la llegada a la región de los canales nacionales de Televisa que son canal NU9VE (anteriormente conocido como Canal 9, Galavisión y Gala TV), El 5* (Anteriormente conocido como Canal 5) y Foro TV (anteriormente conocido como Canal 4).  

### Programación actual
- Las Noticias Culiacán (formato noticias)
- El Clima ( formato noticias)
- Ritmo y Salud (formato revista)
- Enlace Deportivo (formato deportes)
- Hormonas y Neuronas (formato entretenimiento producción de TVP Yaqui)
- Clan (formato entretenimiento infantil producido por TVE)
- Prothers (formato entretenimiento producido por TVP Mazatlán)
- El Arwende (formato entretenimiento producido por TVP Mazatán)
- Play con el Ponny (formato entretenimiento)
- Un Loco Haciendo Moda (formato entretenimiento)
- Hablando De (formato entretenimiento producido por TVP Mazatán)
- Living Fitness (formato entretenimiento producido por TVP Mazatlán)
- Reflejos (formato entretenimiento documental)
- Que Cosas (formato entretenimiento producido por TVP Yaqui)
- Hasta la Cocina (formato entretenimiento producido por TVP Mazatlán)
- La Tropa (formato entretenimiento producido por TVP Mazatlán)
- Fusión 3 (formato musicales)
- Top Grupero (formato musicales)
- En la Tele (formato musical producido por TVP Yaqui)
- Culichi Town (formato musicales)
- Tu Música Grupera (formato musicales producido por TVP Los Mochis)
- La Kamorra (formato musicales producido por TVP Mazatlán)
- Acontecer (formato opinión y análisis)
- Nivel 5 N5 (formato opinión y análisis)
- A Corte Directo (formato opinión y análisis)
- Yo Creo (formato opinión y análisis)

### Programación por temporadas
- Carnaval de Mazatlán (formato especiales producido por TVP Mazatlán)
- TVP Access (formato especiales producido por TVP Culiacán, Mazatlán, Yaqui y Los Mochis)
- El Sabor de Los Mochis (formato especiales producido por TVP Los Mochis)
- Copa TVP (formato especiales)
- Torneo de Futbol TVP (formato especiales)
- Liga de Futbol Americano Femenil del Pacífico (formato especiales)
- Que Fiestón! (formato especiales)
- Temporada de Béisbol de la Liga Mexicana del Pacífico (formato especiales)

## Campaña Antenízate
La compañía Megacable transmitió el canal 3 por varios años, hasta que en 2009 fue retirado de la programación por razones desconocidas, aparte de que Megacable adquirió los derechos de transmisión de la Liga Mexicana del Pacífico. Para eso Televisoras Grupo Pacífico lanzó su campaña "Antenízate" para toda la red estatal, también en las ciudades de Cd. Obregón, Los Mochis y Mazatlán lanzaron su propia campaña "Yo quiero Canal 2" (Cd. Obregón y Los Mochis), "Yo quiero Canal 7" (Mazatlán) con el motivo de que los televidentes tengan una alternativa de ver Canal 3 adquiriendo una antena aérea, pues la mayoría de los televidentes ven el canal 3 a través de una antena de conejo lo cual la recepción de la señal es media o pobre, con una antena aérea mejora la recepción y calidad de la señal.
Por disposición del IFT, desde octubre de 2016, todas las compañías de televisión por cable deberán incluir los canales regionales a su programación sin costo, con esto el canal de la señal en vivo 10.1 se puede sintonizar en el canal 10 (HD) de Totalplay, también por los canales 110 (SD) y 1110 (HD) de Megacable.

## Televisión Digital Terrestre (TDT)
Para Culiacán, la señal de Canal 3 se transmite en Televisión Digital Terrestre a través de Canal 30, pero sus televisoras hermanas (Mazatlán, Cd. Obregón y Los Mochis) transmitirán también en señal digital; El Canal 2 de Cd. Obregón es el Canal 32 Digital, mientras que en Mazatlán el 23.

## Televisión Por Internet, App y Video Bajo Demanda
Para ver las señales de TVP por todo el mundo transmiten sus canales a través de su página de internet TVP Señal en vivo.
A través de su App se transmiten en vivo los canales de TVP Culiacán, Mazatlán, Cd. Obregón, Los Mochis y video bajo demanda (VOD) en la aplicación "TVP en Vivo" en Play Store para sistema Android y "TVP en Vivo" en App Store para iPhone y iPad.

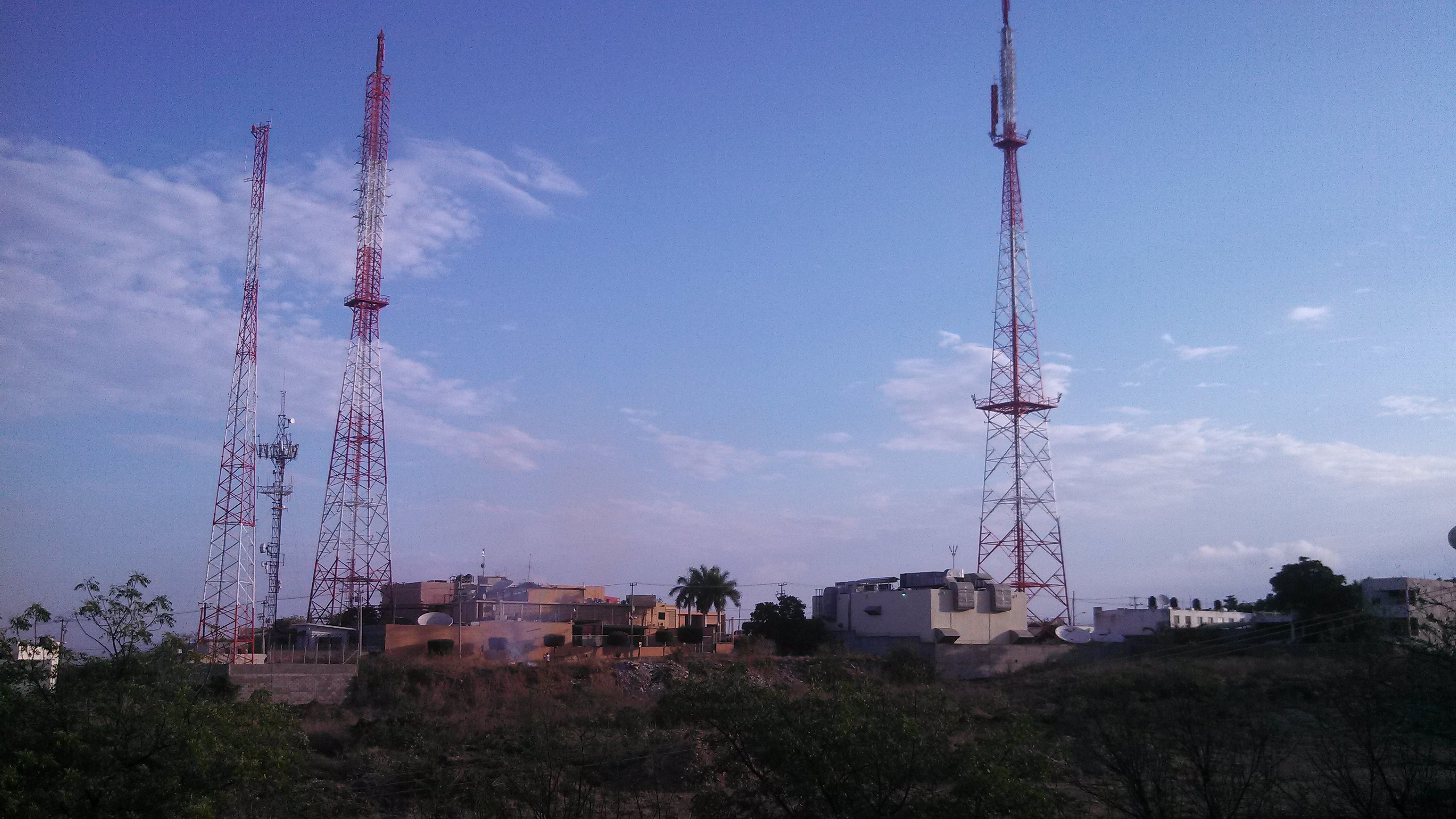
Antena de TVP Culiacán al centro y a los lados las antenas de sus filiares de Televisa.

El servicio de Video Bajo Demanda (VOD) se puede ver en su página de YOVEO+ y en su App "TVP en Vivo".